# بان بان
بان بان (بالصينية: 潘攀) هي مدربة تنس ريشة ‏ صينية، ولدت في 27 أبريل 1986 في شيجياتشوانغ في الصين.

## وصلات خارجية
- بان بان على موقع BWF.tournamentsoftware.com (الإنجليزية)
- بان بان على موقع BWFbadminton.com (الإنجليزية)
- بان بان على موقع اللجنة الأولمبية الصينية (الإنجليزية)